# Église Saint-André de Barberier
L'église Saint-André est une église située sur la commune de Barberier, dans le département de l'Allier, en France.

## Historique
L'église, de style roman, a été bâtie au XIe siècle et au XIIe siècle.
L'édifice est classé au titre des monuments historiques en 1950.